# Pădurea Macedonia
Pădurea Macedonia este o zonă protejată (arie de protecție specială avifaunistică - SPA) situată în vestul țării, pe teritoriul administrativ al județului Timiș.

## Localizare
Aria naturală se află în partea vestică a județului Timiș, pe teritoriul orașului Ciacova și al comunelor Banloc, Ghilad, Giulvăz, în imediata apropiere a drumului național DN59B care leagă localitatea Cărpiniș de orașul Deta.

## Înființare
Zona a fost declarată Arie de Protecție Specială Avifaunistică prin Hotărârea  de Guvern nr. 1284 din 24 octombrie 2007 (privind declararea ariilor de protecție specială avifaunistică ca parte integrantă a rețelei ecologice europene Natura 2000 în România) și se întinde pe o suprafață de 4.583,2 hectare.
Aria protejată (încadrată în bioregiune geografică panonică) reprezintă o zonă naturală (râuri, lacuri, mlaștini, turbării, terenuri arabile cultivate, păduri de foioase) în lunca inundabilă a râului Timiș; ce asigură condiții de hrană, cuibărit și viețuire pentru mai multe specii de păsări migratoare, de pasaj sau sedentare (unele protejate prin lege).

## Avifaună

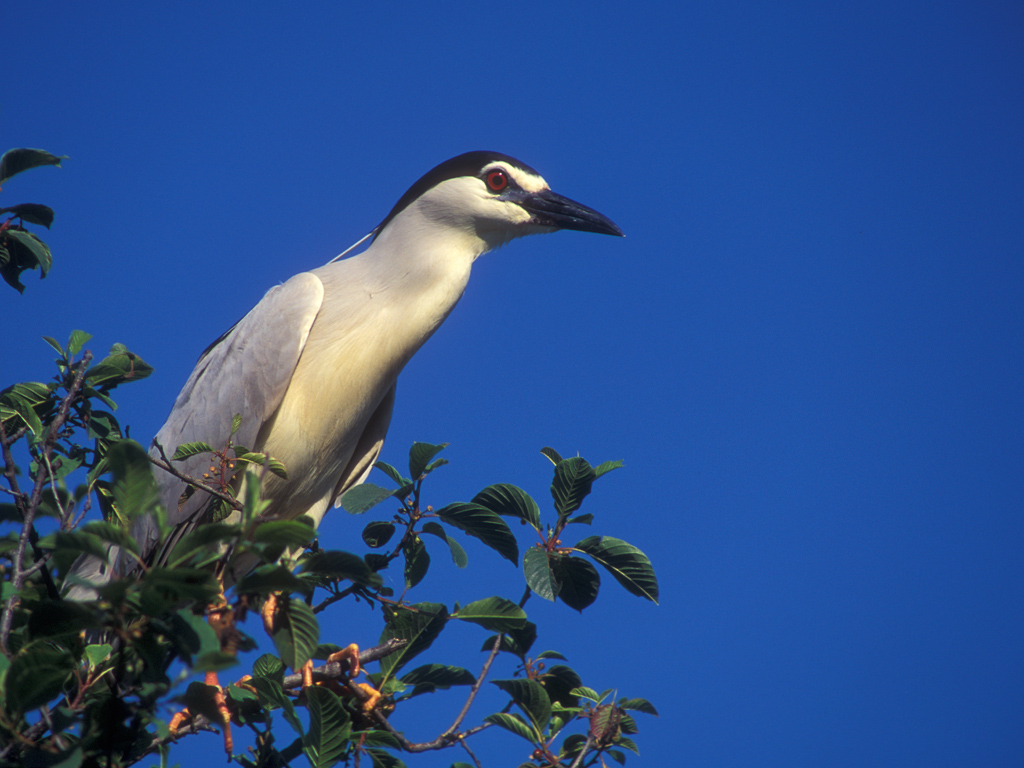
Stârc de noapte (Nycticorax nycticorax)

În arealul sitului este semnalată prezența mai multor păsări protejate enumerate în anexa I-a a Directivei Consiliului European 2009/147/CE din 30 noiembrie 2009 (privind conservarea păsărilor sălbatice) sau aflate pe Lista roșie a IUCN.
Specii avifaunistice: pescăruș albastru (Alcedo atthis), buhai de baltă (Botaurus stellaris), barză albă (Ciconia ciconia), erete de stuf (Circus aeruginosus), erete vânăt (Circus cyaneus), cristei de câmp (Crex crex), erete-cenușiu (Circus pygargus), ciocănitoare de stejar (Dendrocopos medius), ciocănitoare neagră (Dryocopus martius), egretă mică (Egretta garzetta), egretă albă (Egretta alba), vânturel (Falco vespertinus), stârc pitic (Ixobrychus minutus), sfrâncioc roșiatic (Lanius collurio), sfrânciocul cu frunte neagră (Lanius minor), stârc de noapte (Nycticorax nycticorax) sau  
cormoran mic (Phalacrocorax pygmeus).

## Căi de acces
- Drumul național DN59A pe ruta: Timișoara - Săcălaz - Cărpiniș - drumul național DN59B pe ruta: Cenei - Uivar - Foeni - drumul județean DJ593 spre Giulvăz, până la Cebza.

## Monumente și atracții turistice
În vecinătatea sitului se află câteva obiective de interes istoric, cultural și turistic; astfel:

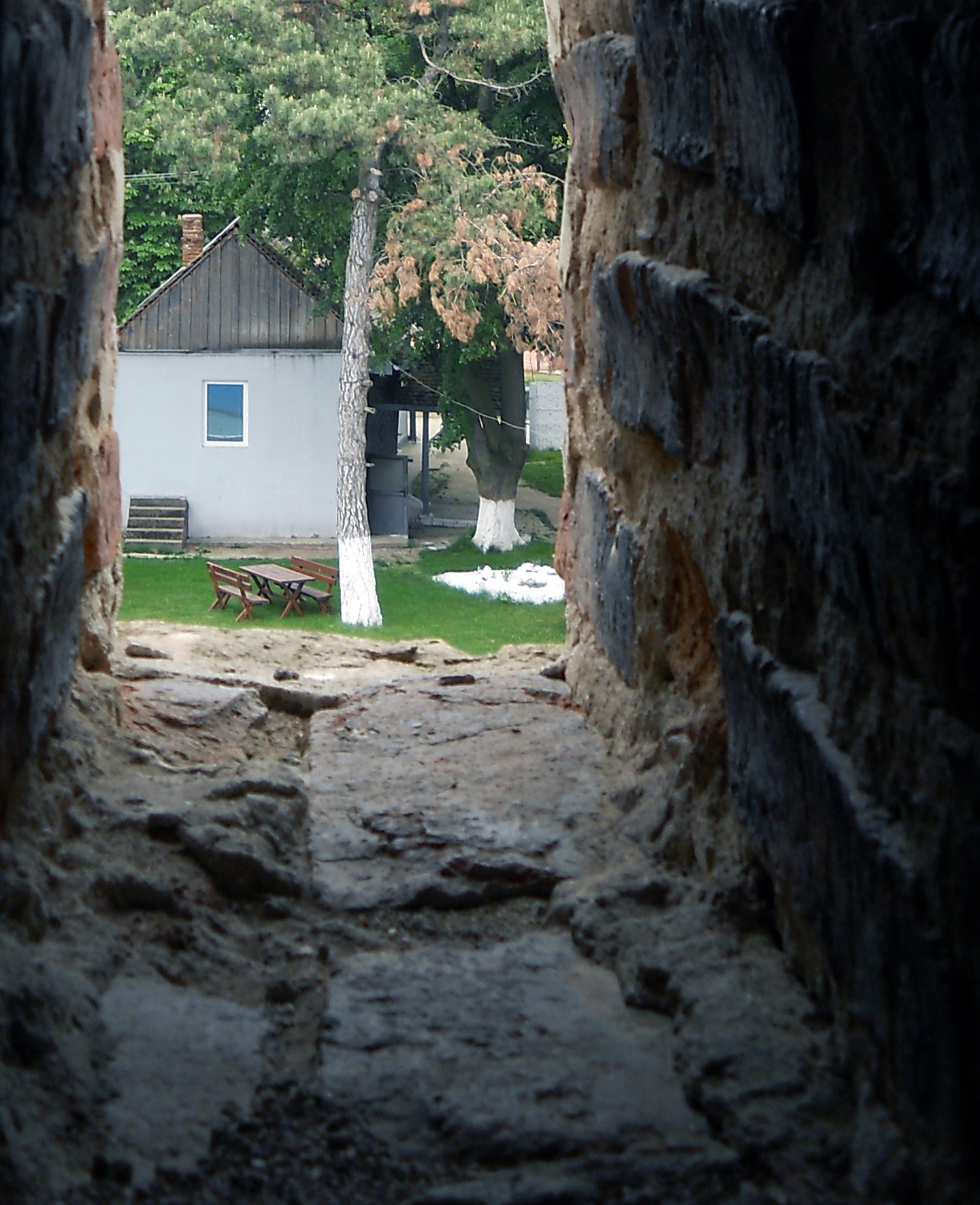
Turnul de apărare din Ceacova

- Biserica de lemn "Sf. Gheorghe" din satul Cebza, construcție 1758, monument istoric.
- Biserica sârbească "Maica Domnului" din orașul Ciacova, construcție 1768, monument istoric.
- Biserica sârbească "Sf. Arhanghel Gavril" din satul Ivanda, construcție 1758, monument istoric.
- Mănăstirea Partoș din satul omonim, construcție sec. XVI - XVIII, monument istoric.
- Biserica "Sf. Arhangheli Mihail și Gavril" din Partoș, construcție 1750 - 1753, monument istoric.
- Conacul Gudenus din satul Gad, construcție secolul al XIX-lea, monument istoric.
- Turnul de apărare din Ceacova, construcție secolul al XIV-lea, monument istoric.
- Conacul Banloc din satul omonim, construcție 1793, monument istoric.